# Ectropis marmorata
Ectropis marmorata là một loài bướm đêm trong họ Geometridae.